# Rockchip
Koordinaten: 26° 6′ 46,2″ N, 119° 15′ 53,9″ O
Rockchip ist ein chinesischer fabless-Halbleiterhersteller, der seinen Sitz in Fuzhou, Fujian hat. Das Unternehmen stellt Ein-Chip-Systeme (SoC) auf Basis der ARM-Architektur her.

## Modelle
- RK2708-G
- RK2806
- RK2918
- RK3026
- RK3066
- RK3126
- RK3128
- RK3168
- RK3188
- RK3188T
- RK3288
- RK3368

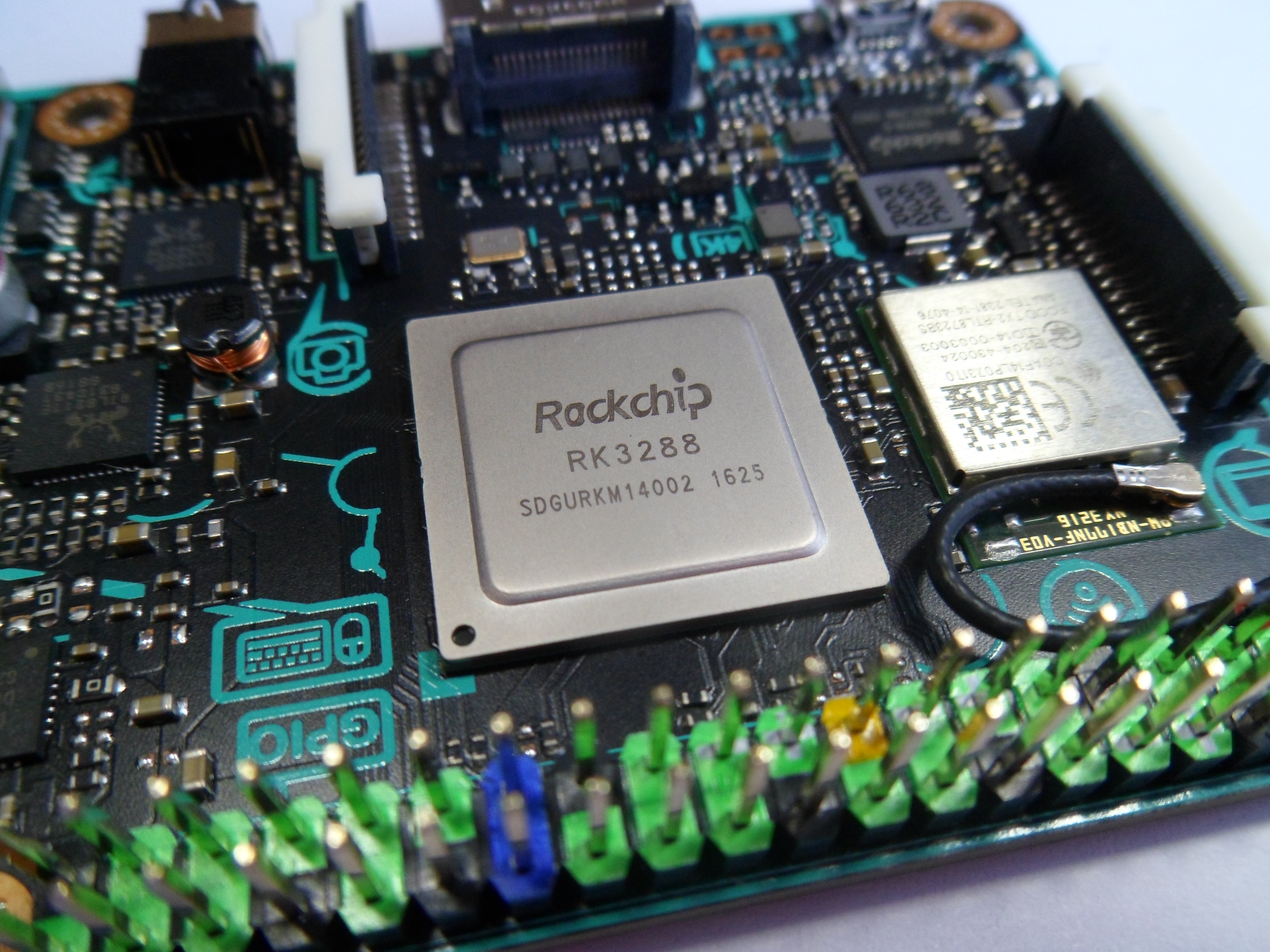
Rockchip RK3288 auf einem Asus Tinkerboard

- RK3399 (Dual-core 2.0GHz),(Quad-core 1.5GHz)
- RK3588